# 真理黨 (日本)
真理黨是1989年8月16日，由奧姆真理教教主麻原彰晃作為黨魁成立的政治團體。由於該黨派出25名教徒（包括麻原彰晃本人）參加選舉，符合在全國派出十個候選人的要求，故被認可為「確認團體」，可以進行選舉宣傳活動；但隨後的1990年2月18日投票的第39屆日本眾議院議員總選舉中，該黨全部候選人落選，所有候選人供託金（即選舉保證金）均被沒收。此黨僅參與1990年眾議院選舉，後其母體奧姆真理教活動轉向發動暴力及恐怖襲擊。

## 1990年眾議院選舉
該黨在1990年眾議院選舉提出五方面政綱：廢除消費稅，醫療，教育改革，推進福利，及導入國民投票制度。
麻原本人在當時仍是中選舉區制度下的東京第四選區參與選舉，選區範圍包括東京都澀谷區，杉並區，及中野區，共有五席。當時共有十七名候選人爭奪其五個席位，被視為選情激烈的選區。該黨將選戰重點放在於該區參選，該黨支持母體奧姆真理教教主麻原彰晃，其動員信徒穿上服裝，進行選舉宣傳表演，並演唱奧姆真理教歌曲。

## 選舉結果
該黨參與的僅有1990年眾議院選舉。該次選舉中獲得的最高票數的候選人雖然是麻原彰晃，但他僅獲得1783票，以排名第十三位落選。其他該黨候選人除了電視台播放的政見發表，選舉公報及公告欄海報均沒有進行任何選舉活動，結果均以大比數落敗。
麻原曾預想他會在選區取得五至六萬票當選，但和實際結果差距甚大，他曾主張其落選是政府的不正操作而導致。由於該黨選舉的嚴重失利，導致麻原一時之間十分失落，甚至曾說要放棄教主職位。據廣瀨健一的日記，在1990年眾議院選舉後的當年4月，麻原曾召集教團幹部講道：
| “                               | 今回の衆院選は、私のマハーヤーナの救済のテストケースだった。その結果、マハーヤーナでは救済できないことが分かったから、これからはヴァジラヤーナでいく （這次眾議院選舉是我mahāyāna救濟的示範，但其結果是沒辦法使用mahāyāna救濟，所以今後將會用vajrayāna救濟） | ” |
| ——麻原彰晃（1990年4月10日講道） | |   |

其後其母體奧姆真理教的活動轉向為暴力，恐怖襲擊（例如1994年的松本沙林毒氣事件，1995年東京地鐵沙林毒氣事件等）。
| 候選人     | 選區      | 得票数 | 選區最低得票當選者票數 | 惜敗率 |
| ---------- | --------- | ------ | ---------------------- | ------ |
| 富田隆     | 埼玉1區   | 484    | 125594                 | 0.39％ |
| 杉浦茂     | 埼玉2區   | 553    | 109398                 | 0.51％ |
| 大内利裕   | 埼玉3區   | 303    | 68132                  | 0.44％ |
| 廣瀨健一   | 埼玉5區   | 397    | 80499                  | 0.49％ |
| 遠藤誠一   | 千葉4區   | 508    | 130684                 | 0.39％ |
| 松本知子   | 東京1區   | 276    | 51940                  | 0.53％ |
| 松葉裕子   | 東京2區   | 360    | 76285                  | 0.47％ |
| 滿生均史   | 東京2區   | 58     | 76285                  | 0.08％ |
| 石井久子   | 東京3區   | 398    | 65259                  | 0.61％ |
| 麻原彰晃   | 東京4區   | 1783   | 66337                  | 2.69％ |
| 上祐史浩   | 東京5區   | 310    | 77426                  | 0.40％ |
|            | 東京6區   | 202    | 65409                  | 0.31％ |
| 鎌田紳一郎 | 東京6區   | 71     | 65409                  | 0.11％ |
|            | 東京7區   | 536    | 108037                 | 0.50％ |
| 杉浦實     | 東京7區   | 232    | 108037                 | 0.21％ |
| 村井秀夫   | 東京8區   | 72     | 44152                  | 0.13％ |
| 宮本公惠   | 東京8區   | 99     | 44152                  | 0.22％ |
| 坪倉浩子   | 東京9區   | 272    | 81724                  | 0.33％ |
| 名倉文彦   | 東京9區   | 188    | 81724                  | 0.23％ |
| 新實智光   | 東京10區  | 205    | 91160                  | 0.22％ |
| 岐部哲也   | 東京10區  | 139    | 91160                  | 0.15％ |
|            | 東京11區  | 494    | 129169                 | 0.38％ |
| 佐伯一明   | 東京11區  | 217    | 129169                 | 0.17％ |
| 秋山伸二   | 神奈川2區 | 487    | 107171                 | 0.17％ |
| 中川智正   | 神奈川3區 | 1445   | 113661                 | 1.27％ |

## 外部連結
- 1990年衆議院議員選舉東京4区選舉公報（松本智津夫） （页面存档备份，存于）
- 真理黨官方網站

## 備註
1. ↑  日本公安調查廳. . 2023-10-12  [2023-10-11]. （原始内容存档于2023-12-06） （日语）.
2. ↑  浄土真宗 円光寺.  (PDF). （原始内容 (PDF)存档于2012-02-16） （日语）.
3. ↑  mahāyāna原指「大乘佛教」，vajrayāna原指「密宗」，在奧姆真理教中，前者具有普渡眾生的意味，後者被視為合理化殺人的教義。
4. ↑  並不使用「松本智津夫」名義，而以「麻原彰晃」名義參選。